# جنی گاگو
جنی گاگو (انگلیسی: Jenny Gago؛ زادهٔ ۱۱ سپتامبر ۱۹۵۳) بازیگر اهل ایالات متحده آمریکا است. وی دانش‌آموختهٔ رشتهٔ هنرهای نمایشی در دانشگاه کالیفرنیا، لس آنجلس است.
از فیلم‌ها یا برنامه‌های تلویزیونی که وی در آن نقش داشته‌است، می‌توان به لاست، مربی کارتر ، فضای درون، گرینگوی پیر، خانه ما، دالاس، خانواده من، زیر آتش، پرستار بتی، پرونده‌های ایکس، بکر، الی مک‌بل، اتاق کابوس، بال غربی، آلیاس، ۲۴ و گالووالکرها اشاره کرد.